# Jože Pogačnik (režiser)
Jože Pogačnik, slovenski filmski režiser in scenarist, * 22. april 1932, Maribor, † 16. februar 2016.

## Življenje in delo
Pogačnik se je uveljavil zlasti z dokumentarnimi filmi, režiral pa je tudi celovečerne igrane filme kot npr. Grajski biki (1967), Naš človek (1985), Kavarna Astoria (1989).
Leta 1966 je prejel nagrado Prešernovega sklada za kratka filma Naročeni ženin in Derby, leta 1972 srebrnega medveda na Berlinskem filmskem festivalu za kratki film Tri etude, leta 1973 srebrnega leva na Beneškem filmskem festivalu za kratki film Sledim soncu, več priznanj Metoda Badjure, leta 2005 tudi Badjurovo nagrado Društva slovenskih filmskih ustvarjalcev »za življenjsko delo« in zlati red za zasluge predsednika Republike Slovenije »za življenjsko delo v kinematografiji«, postal je častni član Društva slovenskih režiserjev (2012) ter kot prvi dobil nagrado Franceta Štiglica (2015).